# Sam Bennett (Golfspieler)
Sam Bennett (* 21. Dezember 1999) ist ein US-amerikanischer Golf-Amateur aus Madisonville, Texas. Aktuell besucht er die Universität Texas A&M. 2022 hat er die U.S.-Amateur-Meisterschaft gewonnen.

## Amateurkarriere
Benett begann mit dem Golfspielen auf einem öffentlichen 9-Loch-Platz in seiner Heimatstadt Madisonville. Er besuchte Madisonville High School und war 2017 Landesmeister.
Er immatrikulierte sich 2018 bei Texas A&M. Als Junior erhielt er dort Ehrungen und vertrat das amerikanische Golfteam beim Arnold Palmer Cup 2021. Als Senior war er der SEC-Spieler des Jahres 2022 und Finalist für den Fred Haskins Award, mit dem herausragende College-Golfer der Vereinigten Staaten ausgezeichnet werden. 2022 nahm er erneut am Arnold Palmer Cup teil.
Im August 2022 rückte Bennett in das U.S Amateur Finale des Ridgewood Country Clubs in Paramus, New Jersey, ein. Er gewann gegen Ben Carr und wurde zum bisher ersten Amateur-Meister der Texas A&M Universität. Durch seinen Sieg wurde er zu den 2023 Masters und der 2023 Open Championship eingeladen.
Bennett qualifizierte sich 2022 für das U.S. Open des Country Clubs und beendete das Turnier am 49. Platz mit einem Unentschieden. 2021 nahm er bei seiner ersten PGA Tour beim Valero Texas Open teil, wobei er sich nicht qualifizieren konnte. Er spielte im März 2022 außerdem im Arnold Palmer Gastturnier.

## Turnier-Siege
- 2021: Cabo (Hochschulsport) beim TPC San Antonio, Old Waverly (Hochschulsport), Aggie Invitational, Sprint International Amateur Championship
- 2022: Louisiana Classics, U.S. Amateur
- 2023: John Burns Intercollegiate

Quelle:

## Ergebnisse bei Major-Turnieren
| Turnier               | 2022 | 2023 | 2024 |
| --------------------- | ---- | ---- | ---- |
| Masters Tournament    | –    | T16  | –    |
| PGA Championship      | –    | –    | –    |
| U.S. Open             | T49  | T43  |      |
| The Open Championship | –    | –    |      |

– = Keine Teilnahme, „T“ = Unentschieden englisch tie.

## Teilnahme beim US-Nationalteam
- Arnold Palmer Cup: 2021, 2022

Quelle: